# Fantastyka postapokaliptyczna

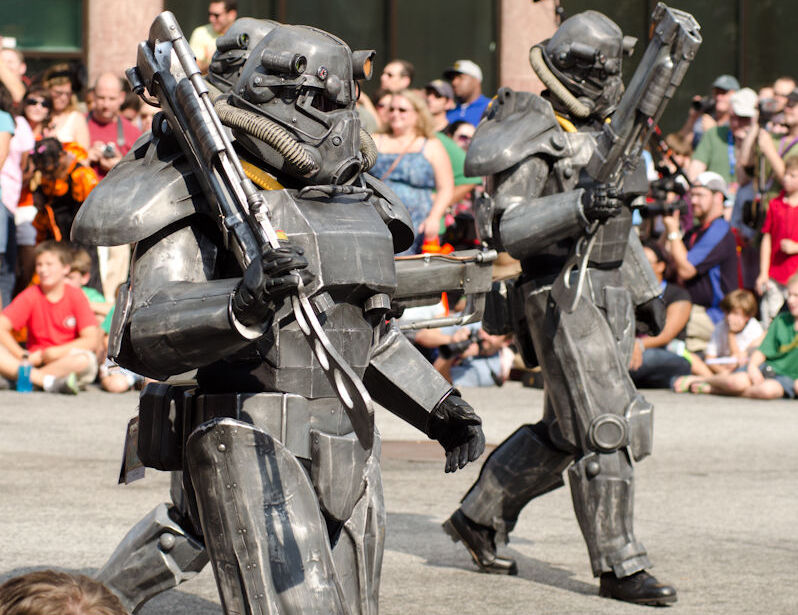
Cosplayerzy w strojach żołnierzy Bractwa Stali z Fallouta, jednej z najbardziej rozpoznawalnych franczyz postapokaliptycznych.

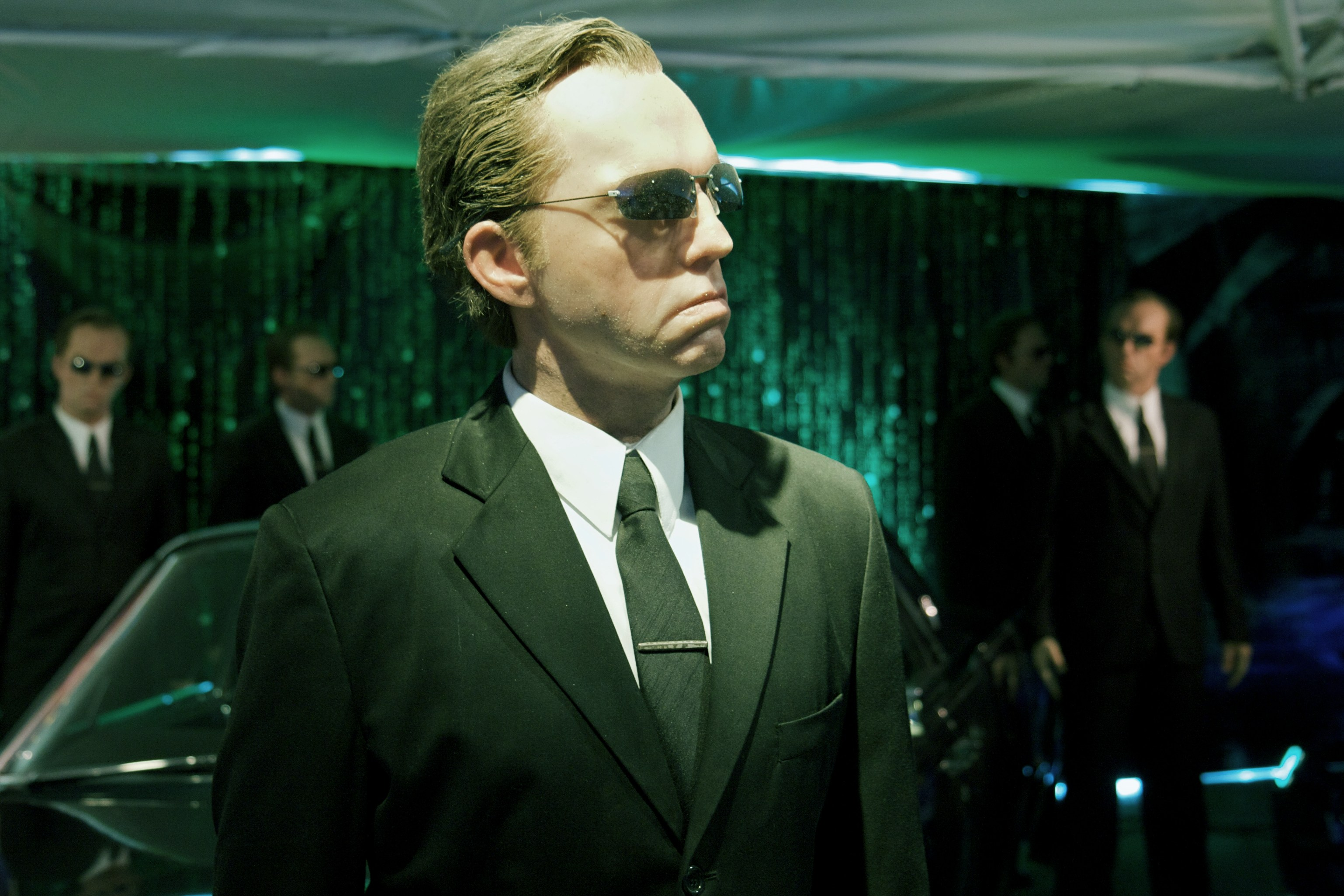
Agent Smith z serii filmów Matrix, w którym ludzkość żyje w postapokaliptycznym świecie.

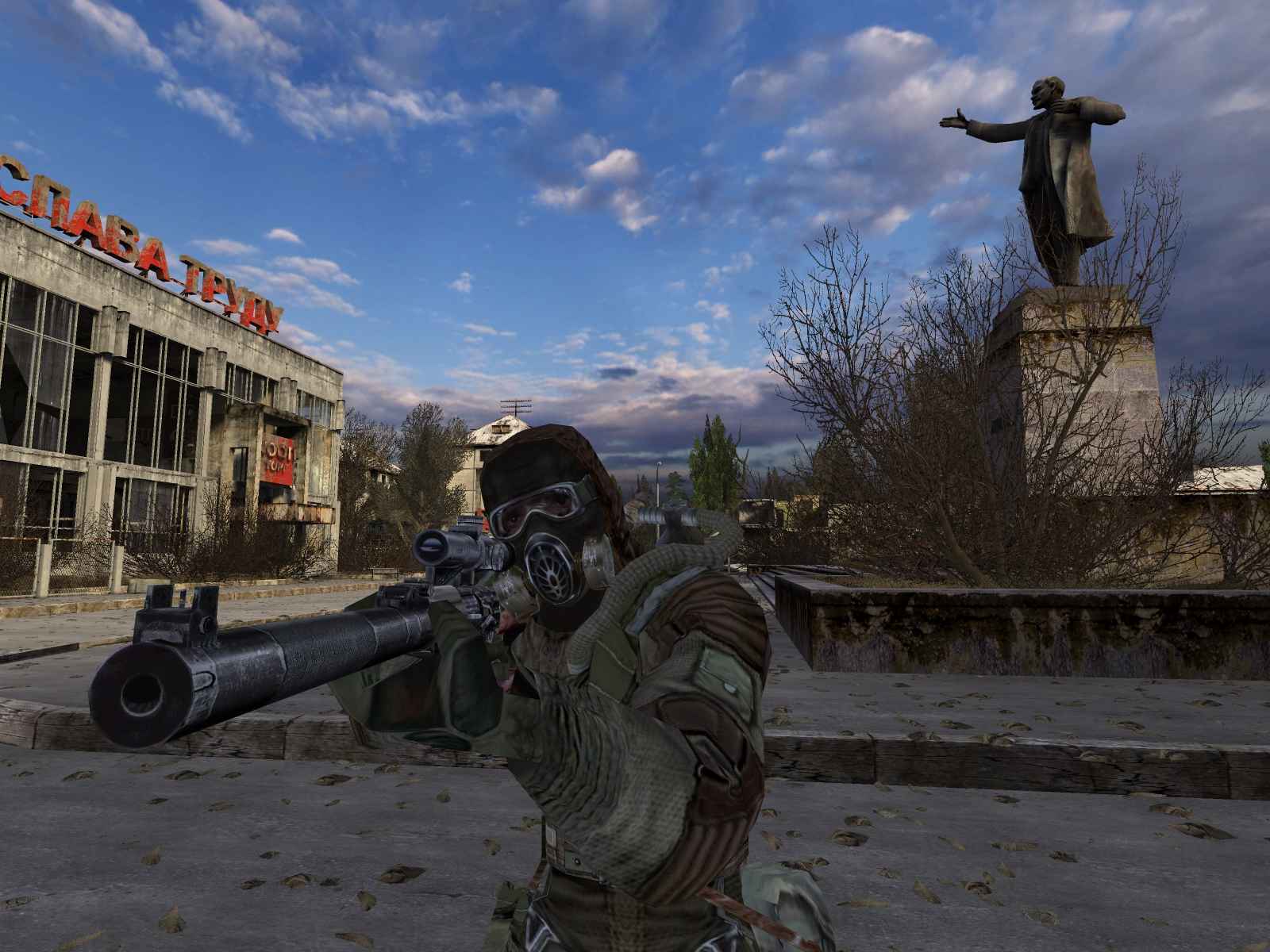
Zrzut ekranu z gry S.T.A.L.K.E.R.: Cień Czarnobyla, której fabułę osadzono w odizolowanej od reszty świata Zonie.

Fantastyka postapokaliptyczna (postapokalipsa, postapo) – podgatunek fantastyki naukowej traktujący o wydarzeniach bezpośrednio po kataklizmie, apokalipsie. Ze względu na niewielkie różnice, związane głównie z odstępem czasowym od katastrofy, co rzutuje na przenikanie się wątków, gatunek jest ściśle – a w niektórych utworach nierozerwalnie – powiązany z fantastyką apokaliptyczną.

## Historia
The Last Man (1826) autorstwa Mary Shelley jest powszechnie uważany za jedno z pierwszych współczesnych dzieł fikcji postapokaliptycznej. Utwór opowiada o losach świata w drugiej połowie XXI wieku, kiedy ludzkość powoli ulega zagładzie w wyniku epidemii. Ludzkość zostaje wyniszczona, a na planecie, jak można się domyślić, zostaje tylko jeden człowiek. Wśród pierwszych dzieł z gatunku fantastyki postapokaliptycznej wymienia się jeszcze niekiedy After London (1885) Richarda Jefferiesa oraz Wehikuł czasu (1895) Herberta George’a Wellsa.
W XX wieku gatunek rozwinął się w następstwie wydarzeń I wojny światowej oraz II wojny światowej i wyścigu zbrojeń nuklearnych w okresie zimnej wojny. Jego popularność wzrosła przede wszystkim w latach 50. Coraz większa liczba eseistów, powieściopisarzy, rysowników i filmowców zaczęła snuć myśli o scenariuszach końca świata.

## Charakterystyka gatunku
W książkach, grach lub filmach fabuła rozgrywa się zazwyczaj po wojnie jądrowej, pandemii, katastrofie ekologicznej, upadku asteroidy, ataku kosmitów, inwazji zombie, przejęcia władzy przez sztuczną inteligencję etc. Główną cechą jest to, że ludzkość cofa się do czasów przedindustrialnych. Historia może dotyczyć prób zapobieżenia apokaliptycznemu wydarzeniu, radzenia sobie z jego skutkami i konsekwencjami lub być postapokaliptyczna, osadzona w czasie po katastrofie. Ramy czasowe mogą obejmować okres bezpośrednio po kataklizmie, koncentrując się na trudach ocalałych, ich psychologii oraz wysiłkach na rzecz przetrwania i zachowania jedności ludzkości, albo odległą przyszłość, gdzie cywilizacja sprzed katastrofy została zapomniana lub zmitologizowana. Historie postapokaliptyczne często rozgrywają się w świecie przyszłości pozbawionym technologii albo w rzeczywistości, w której zachowały się jedynie szczątkowe elementy dawnego społeczeństwa i technologii.
Katastrofa nie musi dotyczyć całej Ziemi. Do konwencji postapo zaliczają się także utwory dotyczące skutków nawet lokalnych katastrof, jednak na tyle poważnych, że pozostają po nich obszary spełniające założenia postapo, np. powieść Piknik na skraju drogi czy nawiązująca do niej luźno gra S.T.A.L.K.E.R.: Cień Czarnobyla.
Dzieła postapokaliptyczne często przedstawiają utratę globalnej perspektywy, ponieważ bohaterowie są zdani wyłącznie na siebie, nierzadko posiadając niewielką lub żadną wiedzę o świecie zewnętrznym. Ponadto dzieła postapokaliptyczne często przedstawiają światy pozbawione nowoczesnej technologii, której szybki rozwój może stanowić wyzwanie dla ludzkiej percepcji. Ewolucyjnie ludzki mózg przystosowany był do radzenia sobie z problemami bezpośrednimi, takimi jak zagrożenia fizyczne, a nie do funkcjonowania w złożonych strukturach współczesnego społeczeństwa. W światach postapokaliptycznych problemy typowe dla zaawansowanych cywilizacji znikają, co sprawia, że fabuły koncentrują się na prostszych, bardziej pierwotnych realiach. Tego rodzaju dzieła przyciągają uwagę odbiorców nie tylko wizją zniszczenia, ale także przedstawieniem świata uproszczonego, mniej skomplikowanego, a tym samym bardziej zrozumiałego i bliskiego człowiekowi.
Tego rodzaju fikcja jest przedmiotem badań nauk społecznych i może dostarczać wglądu w obawy danej kultury, a także w takie kwestie, jak rola wyobrażana dla administracji publicznej.
Od końca XX wieku można zaobserwować wzrost popularności filmów postapokaliptycznych. Amerykański badacz kultury Christopher Schmidt zauważa, że podczas gdy świat „ulega zniszczeniu” z perspektywy przyszłych pokoleń, my odwracamy uwagę od katastrof, biernie oglądając je jako rozrywkę. Niektórzy komentatorzy zwracają uwagę na ten trend, mówiąc, że „łatwiej wyobrazić sobie koniec świata niż koniec kapitalizmu”.
Świat postapokalipsy jest różnie przedstawiany: często jako wielka pustynia (Mad Max), wieczna zmarzlina (Pojutrze), cały glob zalany wodą (Wodny świat) albo po prostu pustkowie pełne ruin i pozostałości dawnej cywilizacji (m.in. Terminator i Jestem legendą).

### Wykorzystywane motywy

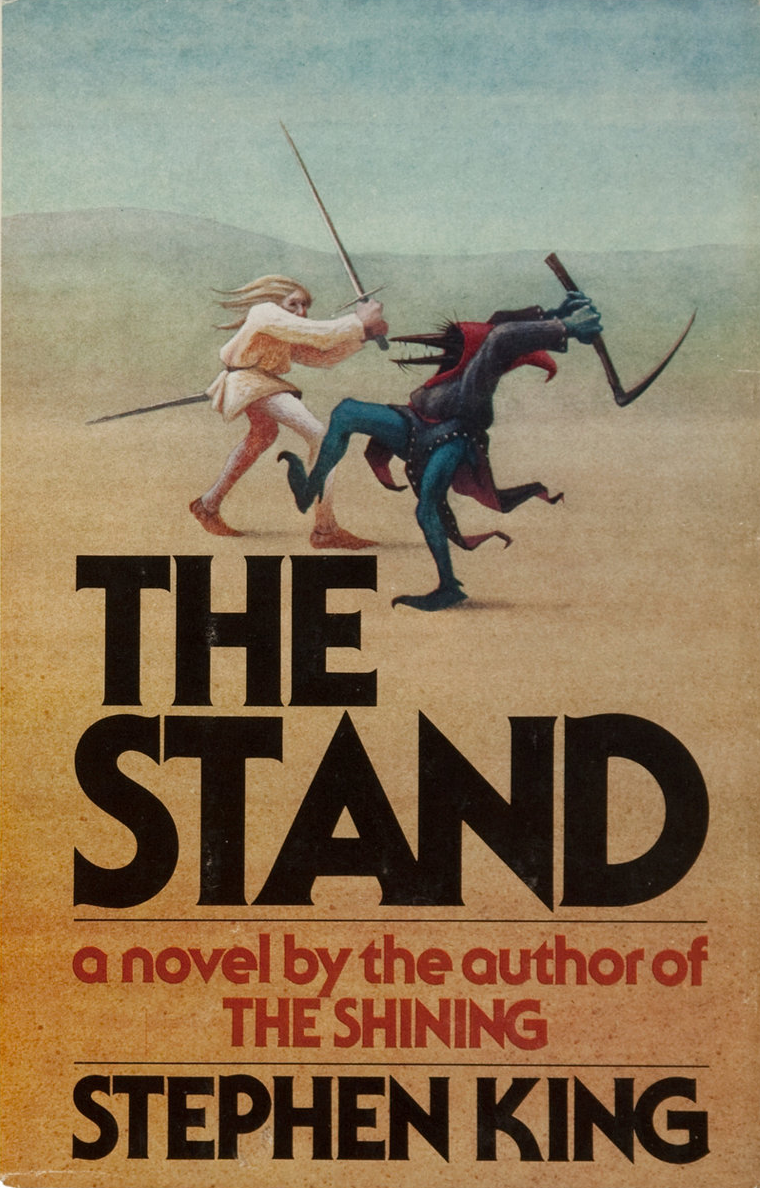
Okładka pierwszego wydania Bastionu Stephena Kinga.

Wśród wykorzystywanych motywów w fantastyce postapokaliptycznej można wyróżnić:
- Samotność – Bohaterowie, znajdujący się w przerażająco wielkim i pustym świecie, walczą o przetrwanie, starając się zachować wspomnienia o minionej cywilizacji (Jestem legendą)[19].
- Konflikt, survival – Ocalali po kataklizmie muszą stawić czoła mutantom, zombie, czy gangom, które rabują i mordują napotkanych ludzi (Mad Max)[10][20][21].
- Zniszczona cywilizacja – Fantastyka postapokaliptyczna często przedstawia świat, w którym cywilizacja upadła lub została zniszczona w wyniku katastrofy. Katastrofa może mieć różne formy – od wojny nuklearnej po globalne epidemie[22].
- Wyprawa, eksploracja, wędrówka – Protagonista staje przed koniecznością wykonania zadania ważnego dla społeczności lub władz (Ucieczka z Nowego Jorku, Ucieczka z Los Angeles), wyrusza w poszukiwaniu cennych artefaktów lub po prostu wędruje przez zniszczony świat (Droga)[11].
- Walka o przetrwanie i zasoby – W takich światach zasoby, jak woda, jedzenie czy paliwa, stają się bardzo cenne. Główne motywy to walka o przetrwanie i konieczność adaptacji do nowego, trudnego świata[23].
- Nowe formy społeczne i polityczne – Po upadku starego porządku pojawiają się nowe formy organizacji społecznej. Może to być anarchia, powstawanie nowych tyranów lub różne eksperymentalne społeczności[24][25].
- Mesjanizm, ratowanie świata – Fabuła często śledzi losy wybitnych jednostek lub grup, które kładą podwaliny pod odradzającą się cywilizację (Jestem legendą), lub przedstawia wydarzenia związane z próbą ratowania świata przed katastrofą (12 małp) bądź próbą odwrócenia jej skutków (Matrix)[26][27].
- Motyw podróży i odkrywania nowych światów – Postapokaliptyczne fabuły często zawierają motyw podróży. Bohaterowie przemierzają zniszczony świat, poszukując bezpiecznych miejsc lub próbując zrozumieć, co pozostało po katastrofie[11].
- Refleksja nad kondycją ludzką i moralnością – Postapokaliptyczna fantastyka często bada ludzką naturę i moralność w kontekście ekstremalnych warunków. W takich światach, gdzie życie jest zagrożone, pojawiają się pytania o to, co jest słuszne, a co nie[28][29][30].
- Motyw nadziei lub odrodzenia – Choć świat postapokaliptyczny jest często ukazywany w mrocznych barwach, niektóre dzieła zawierają motywy nadziei, odrodzenia i odbudowy cywilizacji.

W fabule utworów postapokaliptycznych motywy te najczęściej nie występują samodzielnie, lecz w różnego rodzaju kombinacjach. Urozmaicone są także wykorzystywane konwencje, by wymienić: utwory przygodowe, katastroficzne, horror, psychologiczne, a nawet komedie, jak Seksmisja czy Delicatessen czy fantasy, jak Bastion.

## Pisownia
W języku polskim poprawna pisownia przymiotnika to postapokaliptyczny. Będąca kalką z języka angielskiego pisownia post-apokaliptyczny czy post apokaliptyczny jest błędna.

## Przykłady dzieł o tematyce postapokaliptycznej

### Książki
- Wojna światów (The War of the Worlds, 1898) – Herbert George Wells
- Rękopis Hopkinsa (The Hopkins Manuscript, 1939) – Robert Cedric Sherriff
- Ziemia trwa (Earth Abides, 1949) – George Rippey Stewart
- Dzień tryfidów (The Day of the Triffids, 1951) – John Wyndham
- Wiadro powietrza (A Pail of Air, 1951) (opowiadanie) – Fritz Leiber
- Świt 2250 (Star Man’s Son, 2250 A.D., 1952) – Andre Norton
- Jestem legendą (I Am Legend, 1954) – Richard Matheson
- Poczwarki (The Chrysalids, 1955) – John Wyndham
- Śmierć trawy (The Death of Grass, 1956) – John Christopher
- Ostatni brzeg (On the Beach, 1957) – Nevil Shute
- Kantyczka dla Leibowitza (A Canticle for Leibowitz, 1959) – Walter M. Miller
- Biada Babilonowi (Alas, Babilon, 1959) – Pat Frank
- Rozpustne nasienie (The Wanting Seed, 1962) – Anthony Burgess
- Siwobrody (Greybeard, 1964) – Brian Aldiss
- Doktor Bluthgeld (Dr. Bloodmoney, or How We Got Along After the Bomb, 1965) – Philip K. Dick
- Aleja Potępienia (Damnation Alley, 1969) – Roger Zelazny
- Wielkie solo Antona L. (Grosses Solo für Anton, 1976) – Herbert Rosendorfer
- Deus Irae, (1976) – Philip K. Dick i Roger Zelazny
- Gdzie dawniej śpiewał ptak (Where Late the Sweet Birds Sang, 1977) – Kate Wilhelm
- Plaga (Plague, 1977) – Graham Masterton
- Bastion (The Stand, 1978) – Stephen King
- Mgła (The Mist, 1980) (opowiadanie ze zbioru Szkieletowa załoga, 1985) – Stephen King
- Witaj Ameryko (1981) – J.G. Ballard
- Listonosz (The Postman, 1985) – David Brin
- Fermi i mróz (Fermi and Frost, 1985) (opowiadanie) – Frederik Pohl
- Głowa Kasandry (1985) – Marek Baraniecki
- Łabędzi śpiew (Swan Song, 1987) – Robert McCammon
- Przypowieść o siewcy (Parable of the Sower, 1993) i Przypowieść o talentach (Parable of the Talents, 1998) – Octavia E. Butler
- Oryks i Derkacz, (2004) (Oryx and Crake, 2003) – Margaret Atwood
- Metro 2033, (2005), Metro 2034, (2009), Metro 2035, (2015) – Dmitrij Głuchowski
- Komórka (Cell, 2006) – Stephen King
- Apokalipsa (The Taking, 2006) – Dean Koontz
- Droga (The Road, 2006) – Cormac McCarthy
- Rok potopu (2010) (Year of the Flood, 2007) – Margaret Atwood
- Wyczerpać morze – Jan Dobraczyński

### Filmy
- Ostatni brzeg (On the Beach, 1959 oraz nowa wersja z 2000)
- Dzień Tryfidów (The Day of the Triffids, 1962)
- Kwintet (Quintet, 1979)
- Mad Max (1979) oraz następne części
- Ucieczka z Nowego Jorku (Escape from New York, 1981)
- Nazajutrz (The Day After, 1983)
- Seksmisja (1983)
- Threads (1984)
- O-bi, o-ba. Koniec cywilizacji, (1985)
- Ameryka 3000 (America 3000, 1986)
- Listy martwego człowieka (Pisma miortwogo czełowieka, 1986)
- Stalowy świt (Steel Dawn, 1987)
- Rycerze (Knights, 1993)
- Bastion (The Stand, 1994)
- Tajemnica Syriusza (Screamers, 1995)
- Wodny świat (Waterworld, 1995)
- Wysłannik przyszłości (The Postman, 1997)
- 28 dni później (28 Days Later..., 2002), 28 tygodni później (28 Weeks Later, 2007)
- Pojutrze (The Day After Tomorrow, 2004)
- Świt żywych trupów (Dawn of the Dead, 2004)
- Wojna światów (War of the Worlds, 2005)
- Jestem legendą (I Am Legend, 2007)
- Resident Evil: Zagłada (Resident Evil: Extinction, 2007)
- Doomsday (2008)
- Terminator: Ocalenie (Terminator: Salvation, 2009)[18]
- Droga (The Road, 2009)
- Księga ocalenia (The Book of Eli, 2010)
- This Is the End (2013)
- World War Z (2013)
- Niepamięć (2013)
- Ewolucja planety małp (2014)

### Seriale
- Planeta Małp (Planet of the Apes, 1974)
- Kapitan Power i żołnierze przyszłości (Captain Power and the Soldiers of the Future, 1987–1988)
- Alana – dziewczyna z przyszłości (The Girl from Tomorrow, 1990)
- Bastion (The Stand, 1994)
- Cień anioła (Dark Angel, 2000–2002)
- Jeremiah (2002–2004)
- Jerycho (Jericho, 2006–2008)
- Three Moons Over Milford (2006)
- Afterworld (2007–2008)
- Ocaleni (Survivors, 2008)
- Dead Set (2008)
- Żywe trupy (The Walking Dead, 2010)
- Wrogie niebo (Falling Skies, 2011)
- Revolution (2012)
- Z Nation (2014)
- The 100  (2014)
- American Horror Story: Apokalipsa (American Horror Story: Apocalypse, 2018)
- Łasuch (2020)

### Gry[37][38][39]
- Seria Fallout (od 1997)
- S.T.A.L.K.E.R.: Cień Czarnobyla (2007)
- Left 4 Dead 2 (2009)
- The Walking Dead (2012)
- The Last of Us (2013)
- Dying Light (2015)
- Mad Max (2015)
- Metro Exodus (2019)
- Days Gone(inne języki) (2019)
- Terminator: Resistance (2019)[40]